# سایمون وینچستر
سایمون وینچستر (به انگلیسی: Simon Winchester) نویسنده‌ای انگلیسی است. او که در روزنامهٔ گاردین کار می‌کرد، بعداً به نوشتن کتاب‌های غیرداستانی روی‌آورد و آثار پرفروشی مثل پروفسور و دانشمند دیوانه را نوشت. وینچستر یک رمان هم نوشته است.